# Liste der Monuments historiques in Chanay
Die Liste der Monuments historiques in Chanay führt die Monuments historiques in der französischen Gemeinde Chanay auf.

## Liste der Bauwerke
| Bezeichnung     | Beschreibung              | Standort          | Kennzeichnung | Schutzstatus | Datum | Bild           |
| --------------- | ------------------------- | ----------------- | ------------- | ------------ | ----- | -------------- |
| Schloss Dorches | Erbaut im 12. Jahrhundert | La Dorches (Lage) | PA00116361    | Inscrit      | 1927  | weitere Bilder |

## Liste der Objekte
- Monuments historiques (Objekte) in Chanay in der Base Palissy des französischen Kultusministeriums